# Камера Горяева

Строение счётной камеры

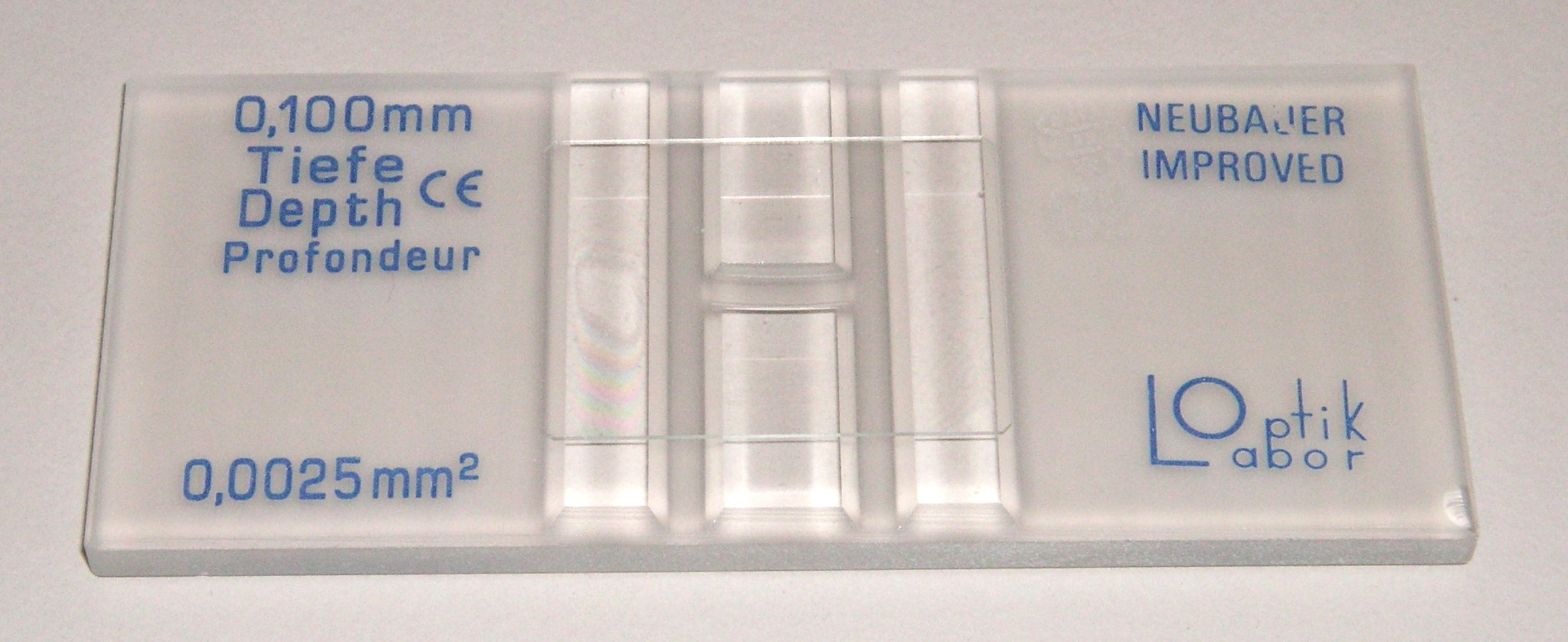
Внешний вид

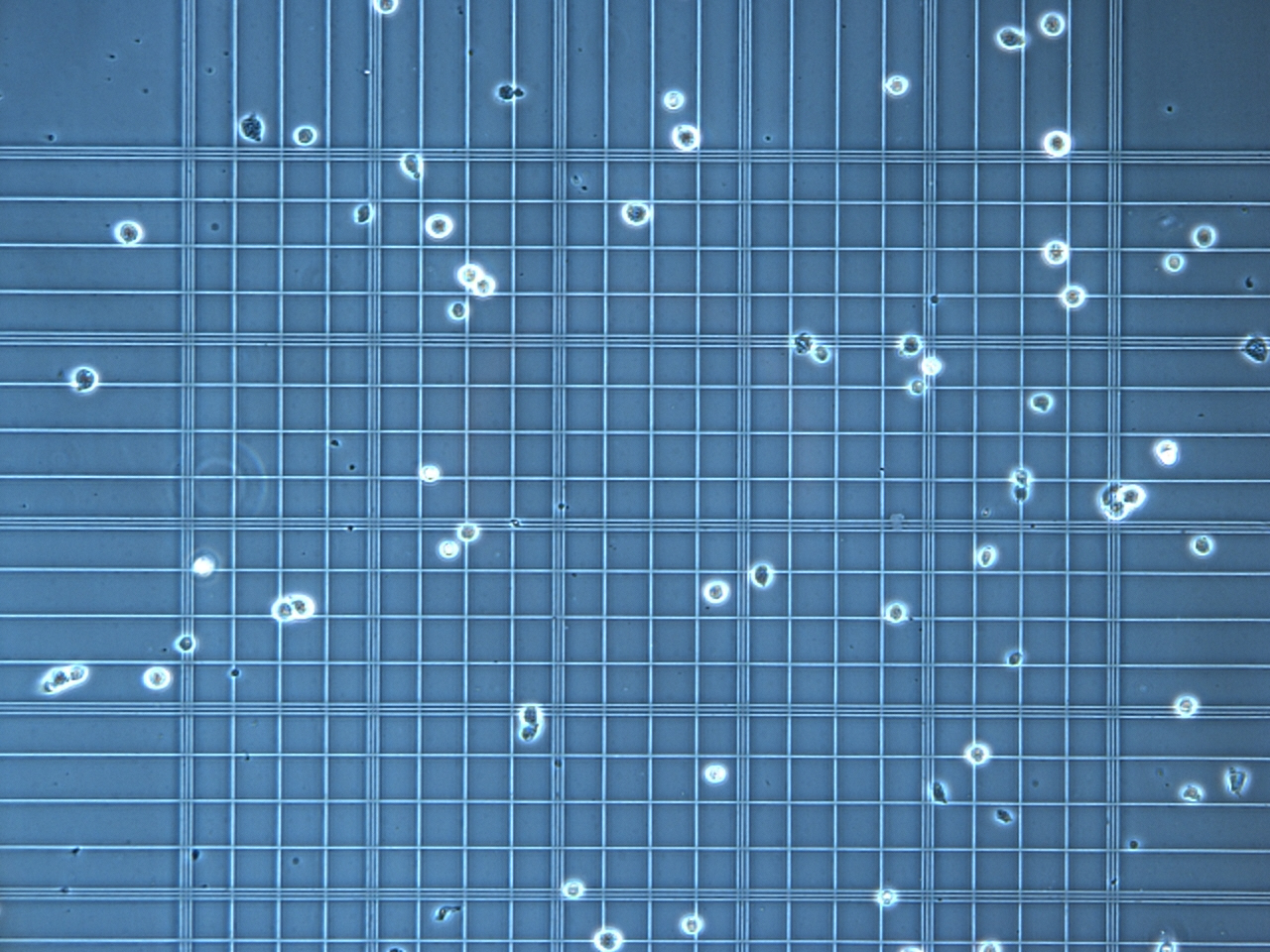
Вид под микроскопом, форменные элементы крови на фоне сетки камеры

Камера Горяева — приспособление, предназначенное для подсчета количества клеток в заданном объёме жидкости. Обычно её используют для определения числа форменных элементов в образце крови. При помощи камеры Горяева возможно также определить увеличение и размер поля зрения оптического микроскопа.
Предложена русским врачом, профессором Казанского университета Горяевым Н. К. (1875 - 1943).
Представляет собой прозрачный параллелепипед (предметное стекло), с бороздами и нанесённой микроскопической сеткой. Размеры малых делений клетки сетки составляют 0,05 мм, а больших — 0,2 мм. При этом сетка нанесена на площадку (участок стекла), расположенный на 0,1 мм ниже, чем две соседние площадки. Эти площадки служат для притирания покровного стекла. В результате объем жидкости над квадратом, образованным большими делениями сетки Горяева, составляет 0,004 микролитра. Подсчитав количество клеток над большим квадратом, можно подсчитать плотность данного типа клеток в суспензии по формуле:
{\displaystyle {\text{Количество клеток/мл}}={\frac {\text{Количество клеток над большим квадратом}}{4}}*10^{6}}
Используя камеру Горяева как своеобразный эталон можно определить увеличение микроскопа по формуле:
где {\displaystyle k_{G}} — это увеличение микроскопа; 

{\displaystyle m_{1}} — положение левой границы клетки камеры Горяева; 

{\displaystyle m_{2}} — положение правой границы клетки или группы клеток; 

{\displaystyle N} — количество клеток между измеряемыми границами; 

{\displaystyle a} — размер клетки камеры Горяева (равен 0,05 мм).
Камера Горяева также используется для подсчёта количества клеток в культуре.
Для подсчёта клеточных элементов в жидкостях, содержащих их в меньших концентрациях, используются сходные по конструкции камеры Фукса-Розенталя и Нажотта, имеющие большую глубину — 0,2 мм и 0,5 мм соответственно.. Эти же камеры используются в альгологии для количественного учета фитопланктона.

## Принципы использования
При работе с камерой её рабочие поверхности должны быть чистыми и сухими.
Во время подсчета форменных элементов недопустимо наличие пузырей воздуха на сетке камеры, так как это мешает точности подсчета.

## Техническое обслуживание
1. Камеру следует хранить в сухом месте.
2. После использования камеру необходимо промыть дистиллированной водой и вытереть мягкой салфеткой.
Методики допустимой дезинфекции:
вариант 1: погружение в 70% раствор этилового спирта на 30 минут;
вариант 2: погружение в 4% раствор формалина на 60 минут при комнатной температуре.
3. При работе с кровью необходимо пользоваться резиновыми перчатками.
Не применять перекиси водорода!